# Carrie Lam
Pour les articles homonymes, voir Lam.
Conformément à la coutume hongkongaise, le nom chinois est (Lam)-Cheng Yuet-ngor et le nom occidental est Carrie Lam.
Cheng Yuet-ngor, dite Carrie Lam, née le 13 mai 1957 à Hong Kong, est une femme politique chinoise hongkongaise. Elle est cheffe de l'exécutif de Hong Kong entre 2017 et 2022.

## Biographie

### Situation personnelle
Carrie Lam Cheng Yuet-ngor grandit au sein d'une famille de cinq enfants dans le quartier de Wan Chai. Elle est élève dans une école catholique avant d'étudier à l'université de Cambridge grâce à une bourse d'études. Diplômée de l'université de Hong Kong[réf. souhaitée], elle entre dans l'administration coloniale britannique en 1980. Au sein du gouvernement hongkongais, elle est secrétaire pour le développement de 2007 à 2012, avant d'occuper la fonction de Premier secrétaire de l'administration jusqu'au 16 janvier 2017.

### Cheffe de l'exécutif
Le 26 mars 2017, elle est élue cheffe de l'exécutif de la Région administrative spéciale de Hong Kong par le collège électoral, représentatifs de groupes d'intérêts en grande partie acquis à la république populaire de Chine, en obtenant 777 voix sur 1 194 votants. Première femme à être désignée à cette fonction, elle succède à Leung Chun-ying le 1er juillet 2017. Le 10 octobre 2018, elle présente le projet de développement Lantau Tomorrow Vision, qui prévoit de créer des terre-pleins à l'est de l'île de Lantau pour résoudre la pénurie de logements à Hong Kong.
Au printemps 2019, un projet de loi, soutenu par son exécutif, autorisant l'extradition vers la Chine continentale déclenche des manifestations massives à Hong Kong. En juillet 2019, Carrie Lam déclare que « le projet de loi est mort » et finit par le retirer, le 4 septembre, après des mois de rudes contestations réprimées violemment par son gouvernement. Dans un premier temps démenti, un enregistrement audio de Reuter du 2 septembre 2019 révèle que Carrie Lam aurait démissionné si « elle l'avait pu » ; des pressions de la Chine sont invoquées.
En août 2020, elle est l'objet de sanctions de la part des États-Unis (gel des actifs sur le sol américain, etc.).
En avril 2022, elle renonce à se présenter pour un second mandat. Son quinquennat au pouvoir a vu la reprise en main de la vie politique de Hong Kong par Pékin ; il est aussi marqué par les violentes émeutes de 2019 et la pandémie de Covid-19. Carrie Lam quitte ses fonctions le 30 juin suivant, John Lee Ka-chiu lui succédant.
Carrie Lam figure sur la « liste des prédateurs de la liberté » de la presse établie par Reporters sans frontières.

### Vie privée
Elle a deux fils avec son époux, le mathématicien Lam Siu-por (zh), rencontré pendant ses études à l'université de Cambridge. Lam Siu-por a obtenu son doctorat en topologie algébrique en 1983 sous la direction de Frank Adams. Catholique pratiquante, elle a refusé de devenir membre du Parti communiste chinois pour ne pas renoncer à sa foi, le parti autorisant uniquement dans ses rangs les athées. 

## Distinctions
Elle est médaillée de l'Étoile dorée du Bauhinia (en) ainsi que de la Médaille Grand Bauhinia en 2016.
Le 10 septembre 2015, elle reçoit la médaille d'officier de la Légion d'honneur des mains du consul général de France à Hong Kong, Arnaud Barthélemy, qui salue alors ses « exceptionnelles qualités de négociatrice ». Une pétition demandant le retrait de cette distinction est publiée au cours des manifestations de 2019 ; elle est signée par plus de 200 000 personnes.